# Гагаузская кухня
Гагаузская кухня имеет много общего с кухнями других народов балканского региона. Разнообразию блюд на столе способствует мягкий климат региона, сельские корни многих гагаузов, а также любовь к долгим и обильным застольям. В гагаузской кухне много блюд из молока, всех видов мяса и творога. Важное место в питании занимают мучные изделия, в особенности пироги, в том числе и слоёный с брынзой. К национальным блюдам относятся «гёзлемя», «кывырма» (слоёный пирог с творогом), «суанны», «саарма», гагаузские соленья — «туршу». Широко используются помидоры и перцы, из которых изготовляют острый соус. Гагаузы исповедуют православие, поэтому в их кухне своё место занимают блюда из свинины и вино. К примеру, красное вино подается практически ко всем блюдам. Гагаузский плов готовится из булгура (пшеничная крупа крупного помола).

## Список основных блюд
1. «Фасюля» — общее название блюд из фасоли.
2. «Мамалыга» — кукурузная каша разной густоты и плотности.
3. «Кывырма» — солёный пирог с творогом и сметаной, обычное блюдо выходного дня.
4. «Чорба» — куриный суп с помидорами и уксусом.
5. «Гёзлемя» — пирожки с брынзой, выпекающиеся из остатков дрожжевого теста после закладки в печь основной массы домашнего хлеба, или обжаренные на сковороде из пресного теста.
6. «Пача» — холодец из домашней птицы (курицы или утки).
7. «Сарма» — голубцы с виноградными листьями, приправлемые сметаной.
8. «Кабаклы» — десертное блюдо, представляющее собой тыквенные рулеты.
9. «Каурма» — праздничное блюдо из баранины к свадьбе, рождению ребёнка и т. д.
10. «Долма бибер» — квашеный перец, фаршированный рисом.
11. «Туршу» — гагаузские разносолы. К ним относятся квашеные овощи (белокочанная капуста, помидоры, огурцы), которые в качестве гарниров и закусок неизменно появляются на столе в большом количестве. К соленьям деликатесного типа относятся квашеные арбузы и яблоки[3].
12. Манджа — жаркое с помидорами.